# Jamindan
Jamindan (Bayan ng Jamindan) är en kommun i Filippinerna. Kommunen ligger på ön Panay, och tillhör provinsen Capiz. Folkmängden uppgår till 33 966 invånare.

## Barangayer
Jamindan är indelat i 30 barangayer.
| - Agambulong - Agbun-od - Agcagay - Aglibacao - Agloloway - Bayebaye - Caridad - Esperanza - Fe - Ganzon - Guintas - Igang - Jaena Norte - Jaena Sur - Jagnaya | - Lapaz - Linambasan - Lucero - Maantol - Masgrau - Milan - Molet - Pangabat - Pangabuan - Pasol-o - Poblacion - San Jose - San Juan - San Vicente - Santo Rosario |